# Les Enfants de la lampe magique
Les Enfants de la lampe magique (titre original : Children of the Lamp) est une série de romans pour la jeunesse, écrits par P. B. Kerr (alias Philip Kerr), traduits de l'anglais par Pascale Jusforgues et édités par Bayard Jeunesse (tome 1 en 2004, puis tome 2, puis tome 3 en 2010).

## Les personnages
- John Gaunt : frère jumeau de Philippa, djinn, âgé de 12 ans claustrophobe comme tous les autres djinns.
- Philippa Gaunt : sœur jumelle de John, djinn, âgée de 12 ans claustrophobe comme tous les autres djinns.
- Layla Gaunt : djinn, mère de Philippa et de John, a renoncé à ses pouvoirs après avoir transformé les frères de son mari en chiens mais a récupéré ses pouvoirs pour sauver ses enfants dans le tome 2 (et y renoncera définitivement dans le tome 5), elle devient par la suite (dans le tome 3) le Djinn Bleu, succédant ainsi à sa propre mère. Elle perd son corps dans le tome 4 et le retrouve dans le tome 5. Faustina la remplacera au poste de djinn bleu.
- Edward Gaunt : père des jumeaux, simple mortel.
- Nemrod : l'oncle des jumeaux, authentique excentrique anglais,frère de Layla, djinn puissant et renommé.
- Iblîs : ennemi des jumeaux et de Nemrod (ils ont fait en sorte qu'il soit arrêté), chef des Afrits sera enfermé dans le jade volé avec son fils  .
- Hussein Hussaout : ami de Nemrod qui a découvert la fameuse tablette avec son fils Omar.
- Ayesha : djinn bleu, mère de Layla et de Nemrod.
- Mister Rakshasas : ami de Nemrod, il sort rarement de sa lampe, devenu agoraphobe après un emprisonnement d'une durée de 50 ans dans une bouteille (de lait). Son esprit est aspiré dans une statue d'argile.
- Grommell : majordome de Nemrod, il est manchot à la suite d'une morsure de tigre. Il est le majordome de Nemrod depuis que celui-ci lui a accordé trois vœux. Mais il retrouve son bras dans le Tome 3.
- Dybbuck  : Djinn, du même âge que les jumeaux, il apprend dans le tome 3 qu'il est le fils d'Iblîs. Il perd ses pouvoirs de djinns dans le tome 4.
- Mme Ellie Trump  : Gouvernante des Gaunt qui a gagné au loto mais qui continue à travailler pour eux. Elle tombe dans le coma à la fin du tome 4 et Mme Gaunt l'utilise temporairement.
- Franck Vodyannoy : Très puissant djinn d'origine ukrainienne, John et Philippa le rencontrèrent alors qu'il hantait un appartement new-yorkais, ils devinrent ensuite bons amis. Il invita dans le tome 5 Nemrod et les jumeaux pour un tournoi de Djinnverso puis les accompagna au Perou.
- Faustina, sœur de Dybbuck : Elle deviendra djinn bleu à la place de Layla Gaunt

## Tome 1:Le Tombeau d'Akhenaton
À 12 ans, John et sa sœur jumelle Philippa mènent une existence ordinaire avec leurs parents à New York, jusqu'au jour où John remarque une étrange fissure sur le mur de sa chambre. Peu après, les jumeaux découvrent dans le journal qu'un séisme a secoué l'Égypte. Sur une photo du musée, stupéfaits, ils reconnaissent une fissure identique à celle du mur de John. Incroyable coïncidence ! Dès lors, tout est bouleversé, dans un rêve commun, anesthésiés pour leur opération d'extraction des dents de sagesse, ils découvrent l'existence de leur excentrique oncle Nemrod. Ils ne tardent pas à le rejoindre. Nemrod révèlera à ses neveux leur véritable identité de djinns (très différents des génies), ainsi que les pouvoirs extra-ordinaires qu'ils possèdent à leur insu... Les voici embarqués dans une lutte titanesque contre le mal. De l'Angleterre à la Russie, en passant par l'Égypte, ils devront affronter d'autre djinns tres puissants (ainsi qu'un ou deux fantômes par ci par là), dans une quête périlleuse, à la recherche du tombeau du pharaon Akhénaton : la terrible momie menace en effet l'équilibre du Monde...

## Tome 2:Le Djinn bleu de Babylone

### Synopsis
Nemrod apprend à John et Philippa le vol du grimoire de Salomon. Ils sont très inquiets : si ce recueil d'anciens sortilèges, ouvrage capital pour les djinns, venait à tomber entre de mauvaises mains, le monde entier se trouverait menacé. Le mystérieux voleur acceptera de restituer le livre, mais à certaines conditions : il ne le confiera qu'aux jumeaux, et à bord du Royal Express de Hongrie, un train de luxe. Avec l'accord de leurs parents, John et Philippa s'embarquent donc pour une nouvelle mission. Mais ce vol s’avéra être un faux, et au cours du trajet, John et Philippa tombe dans un piège, et cette dernière se fait kidnapper. Dès lors, John n'aura qu'un seul but : retrouver sa sœur jumelle. Sa route sera semée d'embûches : d'Istanbul à l'Irak, en passant par Londres, Berlin et l'Égypte, John devra faire preuve d'une détermination sans faille...

### Djinn bleu
Le djinn bleu est toujours une femme, par principe. Sa résidence est le palais suspendu de Babylone, dont l'entrée se situe sur les ruines de la tour de Babel, au cœur d'une jungle hantée par les veux non voulu des mortels. Il est au-dessus du bien et du mal afin de pouvoir juger les bons djinns, comme ceux du mal. Elle est donc froide et distante, état atteint après avoir résidé 30 jours dans un espace où l'air est parfumé du fruit du Troisième Arbre d'Adam et Ève, l'arbre de la logique ; Iravotum.Le djinns bleu vit dans un palais extrêmement difficile accès. Le tribunal utilisé par le Djinn Bleu se trouve à Berlin. Tous les djinns, bons ou mauvais, se résignent à obéir au Djinn Bleu. Ce djinn, et lui seul, connaît le jour exact de sa mort. Avant cela, il doit décider du djinn élu qui prendra sa succession. Faible est le nombre de djinns qui veulent avoir un cœur de pierre, et donc devenir Djinn Bleu.

## Tome 3:Le Cobra de Katmandou
Philippa et John Gaunt viennent de fêter leur premier anniversaire de djinns quand survient un événement qui va à nouveau chambouler leur existence : une nuit, deux hommes, vêtus d'orange et la figure bariolée de traits de couleurs, s'introduisent dans leur appartement de New York afin de dérober les dents de sagesse que les jumeaux se sont fait retirer un an plus tôt. Neutralisés par Layla, qui les transforme en bouteilles de vin, les voleurs laissent au sol un indice précieux : une pierre gravée d'un serpent, Mister Rakshasas l'identifie comme étant la signature de la secte des Neuf Cobras à laquelle il a été asservi dans sa jeunesse. Dès lors, d'étranges événements s'enchaînent, sans lien apparent : l'oncle Nemrod et Mister Rakshasa partent en Inde sans prévenir personne, et Dybbuk, un jeune djinn ami des jumeaux, les appelle à l'aide : il est en fuite, accusé, à tort, d'un double meurtre... Il est temps pour John et Philippa de reprendre du service; de New York à Londres en passant par l'Inde et le Népal, ils vont devoir faire preuve de courage et de ruse pour surmonter cette nouvelle épreuve, résoudre le mystère de la peinture de la Compagnie des Indes et échapper au sort que leur réserve la terrible secte des Neuf Cobras... Ainsi que surmonter le désespoir du départ de leur mère, appelée à devenir le Djinn Bleu. C'est pour eux la plus grande tristesse, celle de savoir qu'ils ne peuvent rien faire afin qu'elle revienne, sinon leur père serait voué à un terrible destin, et ils l'aiment trop pour cela.

## Tome 4:Le Réveil de l'armée fantôme
Layla Gaunt, la mère de John et Philippa, a dû quitter  sa famille afin de prendre ses fonctions de djinn bleu de Babylone. Cependant, les jumeaux ont refusé de lui dire adieu et ils comptent bien l'aider à échapper à son destin. Or, si John et Philippa s'éloignent de leur père, celui-ci risque de succomber à son grand âge, car il est victime du sortilège de Mathusalem, qui l'a transformé en vieillard en quelques semaines. Inquiets pour leurs parents, John et Philippa ne soupçonnent pas qu'Iblîs, le plus malfaisant des djinns, prépare sa prise de pouvoir. Pour terrasser ses ennemis et faire régner le mal sur le monde, il a donné vie à une armée en terre cuite. Huit mille redoutables guerriers qui, ensevelis aux côtés d'un empereur chinois depuis plusieurs siècles, sont impatients de livrer leur ultime combat...

## Tome 5:L'Œil de la forêt
Layla Gaunt, la mère de John et Philippa, doit se rendre au Brésil pour subir l'intervention chirurgicale destinée à lui restituer son corps et à quitter celui de sa gouvernante, Mme Trump. En son absence, Philippa, John, leur oncle Nemrod, et son maître d'hôtel, M. Grommell, sont invités à passer quelque temps au manoir des Terreurs Nocturnes, la maison de campagne de M. Vodyannoy. Philippa et l'oncle Nemrod ont l'occasion de participer à un tournoi de djinnverso. De son côté, John en profite pour explorer la demeure que l'on dit hantée, et se livrer à des séances de spiritisme. Or, sans le vouloir, il réveille l'esprit vengeur de Manco Capac, fondateur de la dynastie inca, un puissant djinn qui autrefois, a lancé une prophétie : provoquer la fin du monde. John et Philippa reprennent donc du service et se rendent jusqu'au Pérou, à la recherche d'un territoire sacré, nommé l'Œil de la forêt, pour empêcher Manco Capac de mettre son projet à exécution...